# Dekirukoto.net
dekirukoto.net（デキルコト ドット ネット）は、「地球の為、未来の為、小さな努力のお手伝い」をモットーに活動しているエコヴォーカルユニット。
2007年デビュー。ビークエンターテインメント所属。レーベルはビークミュージック。2009年より神奈川県のかながわエコメッセンジャーとしてエコ活動を行っている。

## ディスコグラフィ

### シングル
1. Let’s Enjoy BEACH LIFE「里浜へいこう。」Beach Life Song 2007（2007年4月29日）[1]
2. Make It Right!（2007年11月1日）[1]
3. つながる想い 〜said to myself〜（2008年4月27日）[1]

## メンバー
- 吉野 香織（よしの かおり、1980年[2] - ）
  - 大阪府出身[2]。神戸女学院大学にミスキャンパスに選出され写真集デビュー[2]。現在はモデルとして活動しながらタレント・女優を目指している[2]。
- 加藤美穂（かとう みほ、1985年[2] - ）
  - 東京都出身[2]。Seventeenのモデルとして芸能界デビュー[2]。

## 出演

### イベント
- 第2回ビーチライフin新舞子〜名古屋港 100周年だよ!はだしで集まれ!!〜（2007年4月29日／愛知）
- 第2回ビーチライフinお台場〜みんなおいでよ!はだしになって、お台場ビーチに全員集合〜（2007年5月6日／東京）
- ほのぼのビーチフェスティバル2007（2007年7月29日／神奈川）
- テレビ神奈川開局35周年記念〜tvkビーチステーションin三浦〜（2007年8月1日〜5日／神奈川）
- ひたちなか祭り（2007年8月19日／茨城）
- ダスキンクリーンアップ マイタウン〜きれいな街プロジェクト〜（2007年8月25日、26日／神奈川）
- 第2回ビーチライフふれあいフェスティバルin阿字ヶ浦2007（2007年9月22日／茨城）
- テレビ神奈川開局35周年記念・中区区制80周年記念〜07年 秋の収穫祭〜（2007年11月3日、4日／神奈川）
- 2008年湘南国際マラソン（2008年3月16日／神奈川）
- 第3回ビーチライフ in 新舞子（2008年4月27日／愛知）
- 第3回ビーチライフ in お台場（2008年5月5日／東京）
- ほのぼのビーチフェスティバル2008（2008年7月27日／神奈川）
- tvkids サマージャム2008 マリンピックin三浦（2008年8月1日〜3日／神奈川）
- ECOパートナーDay 〜The Earth is living planet〜（2008年8月17日／神奈川）
- 第1回ビーチライフin渋川（2008年9月7日／岡山）
- 第2回ビーチライフin能登七尾（2008年9月23日／石川）
- 08秋の収穫祭+アジェンダの日2008（2008年11月1日、2日／神奈川）
- 横浜ベイスターズファン感謝デー「2008ベイスターズフェスタ」（2008年11月23日／神奈川）
- クールネッサンス宣言!NO白熱球プロジェクト
〜地球にやさしい明かり「電球形蛍光灯」普及キャンペーン〜2008年12月21日(神奈川)
- かながわ電気自動車フェスタ2009 2009年3月15日(神奈川)
- 湘南祭2009 2009年4月24日(神奈川)
- 地球環境イニシアティブ　GEINシンポジウム総合司会　2009年4月24日(東京・日本青年館)
- ビーチライフ　in 新舞子&お台場　2009年4月25日(愛知)　 5月5日(東京)
- ビーチライフ　in お台場　2009年5月5日(東京)
- ほのぼのビーチフェスティバル2009　 2009年7月26日(神奈川)
- 神奈川広域水道企業段ミズキフェスタ　 2009年8月22日(神奈川)
- 09秋の収穫祭+アジェンダの日2009 2009年10月31日、11月1日(神奈川)
- 茅ヶ崎なぎさのシンポジウム2009 2009年11月22日(神奈川)
- 太陽光発電の明日を考えるシンポジウム2010年2月13日(神奈川)
- 秋の収穫祭+アジェンダの日2010 2010年6月5日,6日(神奈川)
- WFP国連世界食糧計画 ウォーク・ザ・ワールド〜地球のハラペコを救え。〜 2010年6月6日(神奈川)
- ほのぼのビーチフェスティバル2010　 2010年7月25日(神奈川)
- 茅ヶ崎なぎさのシンポジウム2009 2009年11月7日(神奈川)
- 江ノ島シーキャンドル　ライトアップコンサート　2010年12月11日(神奈川)